# Johannesbergham
Johannesbergham ist ein Gemeindeteil des Marktes Geisenhausen im niederbayerischen Landkreis Landshut auf der Gemarkung Bergham.

## Lage
Das Dorf in der Anordnung eines Straßendorfs liegt nördlich der Bundesstraße 299 etwa zweieinhalb Kilometer östlich des Zentrums von Geisenhausen.

## Geschichte
Der Ort war ein Teil der Gemeinde Bergham, die am 1. Juli 1972 aufgelöst wurde. Johannesbergham kam wie der überwiegende Teil der Gemeinde zum Markt Geisenhausen. Etwa um die Jahrtausendwende wurde die Bundesstraße aus dem Ort heraus weiter nach Süden verlegt.

## Sehenswürdigkeiten
- Die katholische Kirche St. Johann Baptist ist eine romanische Chorturmkirche aus dem 12. oder 13. Jahrhundert. Das spätgotische Netzrippengewölbe im Langhaus stammt aus der zweiten Hälfte des 15. Jahrhunderts, der Chor aus dem 17. Jahrhundert mit späteren Veränderungen.

Siehe auch: Liste der Baudenkmäler in Johannesbergham